# Hemisphaerammina
Hemisphaerammina es un género de foraminífero bentónico de la subfamilia Hemisphaerammininae, de la familia Stegnamminidae, de la superfamilia Saccamminoidea, del suborden Saccamminina y del orden Astrorhizida. Su especie tipo es Hemisphaerammina batalleri. Su rango cronoestratigráfico abarca desde el Silúrico medio hasta la Actualidad.

## Discusión
Clasificaciones previas incluían Hemisphaerammina en la familia Hemisphaeramminidae de la superfamilia Astrorhizoidea, así como en el suborden Textulariina del orden Textulariida.

## Clasificación
Hemisphaerammina incluye a las siguientes especies:
- Hemisphaerammina ambiaequa
- Hemisphaerammina anulata
- Hemisphaerammina bassensis
- Hemisphaerammina batalleri
- Hemisphaerammina bipatella
- Hemisphaerammina bradyi
- Hemisphaerammina casteri
- Hemisphaerammina celata
- Hemisphaerammina coolamon
- Hemisphaerammina crassa
- Hemisphaerammina depressa
- Hemisphaerammina glandiformis
- Hemisphaerammina hemisphaerica
- Hemisphaerammina horrida
- Hemisphaerammina inversa
- Hemisphaerammina lens
- Hemisphaerammina marisalbi
- Hemisphaerammina obstinata
- Hemisphaerammina rotundata